# پوتوویل
پوتوویل (به لاتین: Pottuvil) یک منطقهٔ مسکونی در سری‌لانکا است که در ناحیه امپرا واقع شده‌است.